# Florens von Bockum-Dolffs

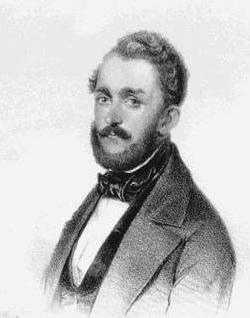
Florens von Bockum-Dolffs

Florens Heinrich Gottfried von Bockum-Dolffs, född 19 februari 1802 i Soest, död 8 februari 1899 i Völlinghausen, numera Möhnesee, var en tysk politiker.
Bockum-Dolffs avancerade på ämbetsmannabanan till överregeringsråd. Han var 1842-51 ledamot av westfaliska lantdagen, där han intog en liberal hållning, och tillhörde 1852-85 preussiska lantdagens andra kammare ("das Abgeordnetenhaus"), där han 1861 grundade "vänstra centern", vilket parti - i början uppkallat efter honom - intog en mellanställning mellan framstegspartiet och de moderatliberala. Som kammarens vicepresident kom han i häftig konflikt med krigsministern Albrecht von Roon vid ett tillfälle, då denne i egenskap av minister vägrade underordna sig husets av Bockum-Dolffs som fungerande president utövade disciplin, varvid den senare genast avbröt sammanträdet (11 maj 1863). 
Bockum-Dolffs fick vid flera tillfällen under sin ämbetsmannabana röna prov på regeringens missnöje över hans verksamhet i lantdagen. År 1865 tog han avsked ur statstjänsten. År 1867 invaldes han i nordtyska förbundets och 1872 i den första tyska riksdagen. Sitt riksdagsmandat nedlade han 1884.